# Eterno
Eterno, egentligen Miguel Ángel Lugo Torres, född 26 september 1990, är en mexikansk fribrottare som brottats i de mexikanska förbunden Lucha Libre AAA Worldwide (AAA), International Wrestling Revolution Group (IWRG), Desastre Total Ultraviolento (DTU) samt ofta i stora oberoende event av mindre arrangörer runt om i lucha libre-scenen i Mexico City. Eterno brottas oftast som en rudo, det vill säga en ond karaktär. 
I Lucha Libre AAA Worldwide brottas han sedan september 2019 som Abismo Negro Jr. men saknar familjerelation till den äldre Abismo Negro men tilldelades karaktären av AAA som äger rättigheterna till namnet i Mexiko.

## Karriär
Eterno (spanska för "Evig" eller "Den evige") är såvitt känt en första generationens fribrottare och gjorde sin professionella debut den 16 september 2006 när han var 15 år gammal. I början av karriären brottades han främst på små lokala evenemang i närheten av Coacalco de Berriozábal i Mexiko delstat och oftast i arenan Arena Coliseo Coacalco. Tidigare bar Eterno, som många andra mexikanska fribrottare, mask. Men den 20 juli förlorade Eterno en så kallad Luchas de Apuestas, mask mot mask-match mot brottarna Estigma och Forastero och tvingades därför ta av sig sin mask permanent och avslöja sin riktiga identitet. Efter att ha förlorat sin mask hade han en lång serie matcher med Daga, en annan omaskerad fribrottare. Tillsammans fick de efter detta uppmärksamhet från större fribrottningsförbund i Mexiko och 2010 började han brottas i International Wrestling Revolution Group (IWRG) i Naucalpan de Juarez där han skulle komma att bli ett av huvudnamnen. Vid hans första stora evenemang för förbundet, Guerra de Empresas 2010, besegrade han tillsammans med Último Gladiador lagen bestående av Aeroboy och Violento Jack samt laget Daga och Tribal. För IWRG har Eterno vunnit hela 8 Lucha de Apuestas-matcher och har vunnit samtliga stora titlar inom förbundet.
I maj 2011 gjorde Eterno sin debut i Lucha Libre AAA Worldwide där han deltog i en turnering för tremanstitlarna i förbundet tillsammans med två andra brottare från IWRG, Cerebro Negro och Dr. Cerebro. Gruppen förlorade dock i första omgången och slogs ut. Under resten av 2011 och 2012 i AAA skulle Eterno komma att brottas mycket mot sin nya rival, Flamita. I IWRG hade han samtidigt en långvarig rivalitet med Golden Magic. Efter att ha varit frånvarande under en period återvände Eterno till AAA i oktober 2013 för att bli en del av Juventud Guerreras grupp Anarquia. 21 maj 2017 besegrade han Komander i Arena Coliseo Coacalco, en match som byggdes som Reynosa (Komanders hemstad) mot Mexico City.
I maj 2019 började Eterno återigen att brottas i AAA och han förlorade sin första match tillbaka tillsammans med Super Fly och Australian Suicide emot gruppen Jinetes del Aire bestående av Laredo Kid, El Hijo del Vikingo och Myzteziz Jr.. Den 3 juli 2019 vann han en trevägsmatch mot Dave the Clown och Villano III Jr. i San Luis Potosí, men tre dagar senare i Zapopan förlorade han ytterligare en match mot Jinetes del Aire, denna gången i gruppering med La Chica Tormenta och La Parka Negra. I ett event samanordnat av AAA och Lucha Libre Elite den 8 juli besegrade Eterno tillsammans med Lucha Libre Elite-brottaren Impossible ett lag bestående av Bengala och Australian Suicide. Den 18 juli i Aguascalientes förlorade han tillsammans med Chessman och Averno från gruppen O.G.Ts emot ett lag bestående av Puma King, Laredo Kid och Aerostar. 
Den 8 september 2019 debuterade Eterno som karaktären Abismo Negro Jr., återigen maskerad. Eterno är inte en son till den originella Abismo Negro (avliden 2009) men tilldelades karaktären av AAA som äger rättigheterna till namnet och karaktären i Mexiko. Detta ansågs kontroversiellt och möttes med stort missnöje och negativitet från fans. En Av den originella Abismo Negros döttrar uttalade sig negativt om den nya karaktären då hon ansåg att AAA inte borde återanvända sin fars karaktär. Hans första match under den nya karaktären var en triomatch där han ingick i ett lag med La Hiedra och Villano III Jr. men de fick se sig besegrade av laget Big Mami, Lady Shani och Octagón Jr..